# Regione di Matam
La regione di Matam è una regione amministrativa del Senegal, con capoluogo Matam.
Si estende nella parte nordorientale del Senegal ai confini con il Mali, nella regione geografica del Ferlo, delimitata a nord dalla grande ansa del fiume Senegal. È costituita per la maggior parte da un vasto bassopiano arido coperto dalla savana, dal clima semiarido con una breve stagione piovosa estiva.
Nella regione non esistono rilevanti centri urbani: il principale è il capoluogo Matam (17.000 abitanti), mentre altri centri sono Ourossogui (18.000 ab.), Kanel (12.000), Thilogne (11.500), Waoundé (11.000), Semmé (6.000).

## Suddivisioni
La regione è divisa in: 3 dipartimenti (elencati), 5 arrondissement e 10 comuni.
- Kanel
- Matam
- Ranérou-Ferlo